# Eugène Ionesco

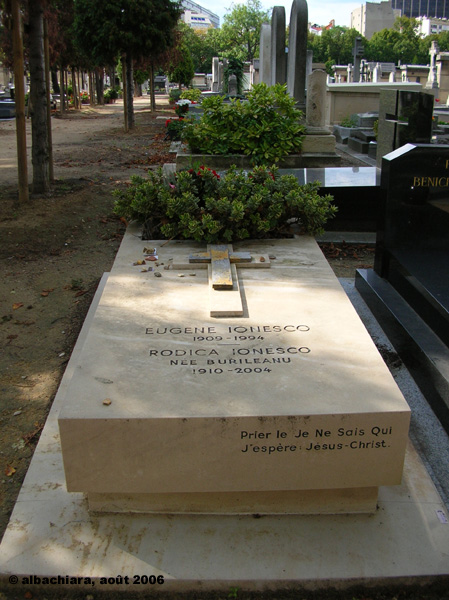
Het graf van Ionesco.

Eugène Ionesco (Slatina (Roemenië), 26 november 1909 – Parijs, 28 maart 1994) was een invloedrijk Frans toneelschrijver, geboren in Roemenië. Hij wordt als een van de belangrijkste vertegenwoordigers van het absurde toneel gezien.
Ionesco had een Franse moeder en het gezin verhuisde spoedig na zijn geboorte naar Parijs. Vele bronnen vermelden 1912 als geboortejaar, wat komt doordat Ionesco zich vaak jonger voordeed dan hij in werkelijkheid was. Hij schreef zijn eerste toneelstuk op zijn 13e. Zijn ouders scheidden in 1925. Hij keerde met zijn vader in zijn tienerjaren terug naar Roemenië, alwaar hij Frans ging studeren aan de Universiteit van Boekarest. Daar begon hij tevens poëzie en literaire kritiek te schrijven. Na zijn studie onderwees hij enige tijd Frans op een middelbare school in Boekarest.
In 1936 trouwde hij met Rodica Burileano en in 1938 vertrok het paar naar Frankrijk. Tijdens de Tweede Wereldoorlog werd hun dochter, Marie-France, geboren.
Ionesco schreef een aantal absurdistische toneelstukken, geïnspireerd door de (in zijn ogen) waanzin van het alledaagse leven. Tot zijn vroege werken behoren La cantatrice chauve (1950) en La leçon (1951). Aanvankelijk was er nog weinig animo voor de qua stijl afwijkende toneelstukken, maar in de jaren zeventig werden de werken bij het grote publiek populairder. Tot zijn latere werken behoren Rhinocéros (1959), La soif et la faim (1965) en Le Roi se meurt (1962). In zijn werk komen typisch absurdistische thema's aan bod, zoals de dood en de betekenisloosheid van het leven.
In 1970 werd hij benoemd tot lid van de Académie française. Ionesco schreef op latere leeftijd één roman, Le Solitaire (1973). Ook schilderde hij.